# ミソジニー

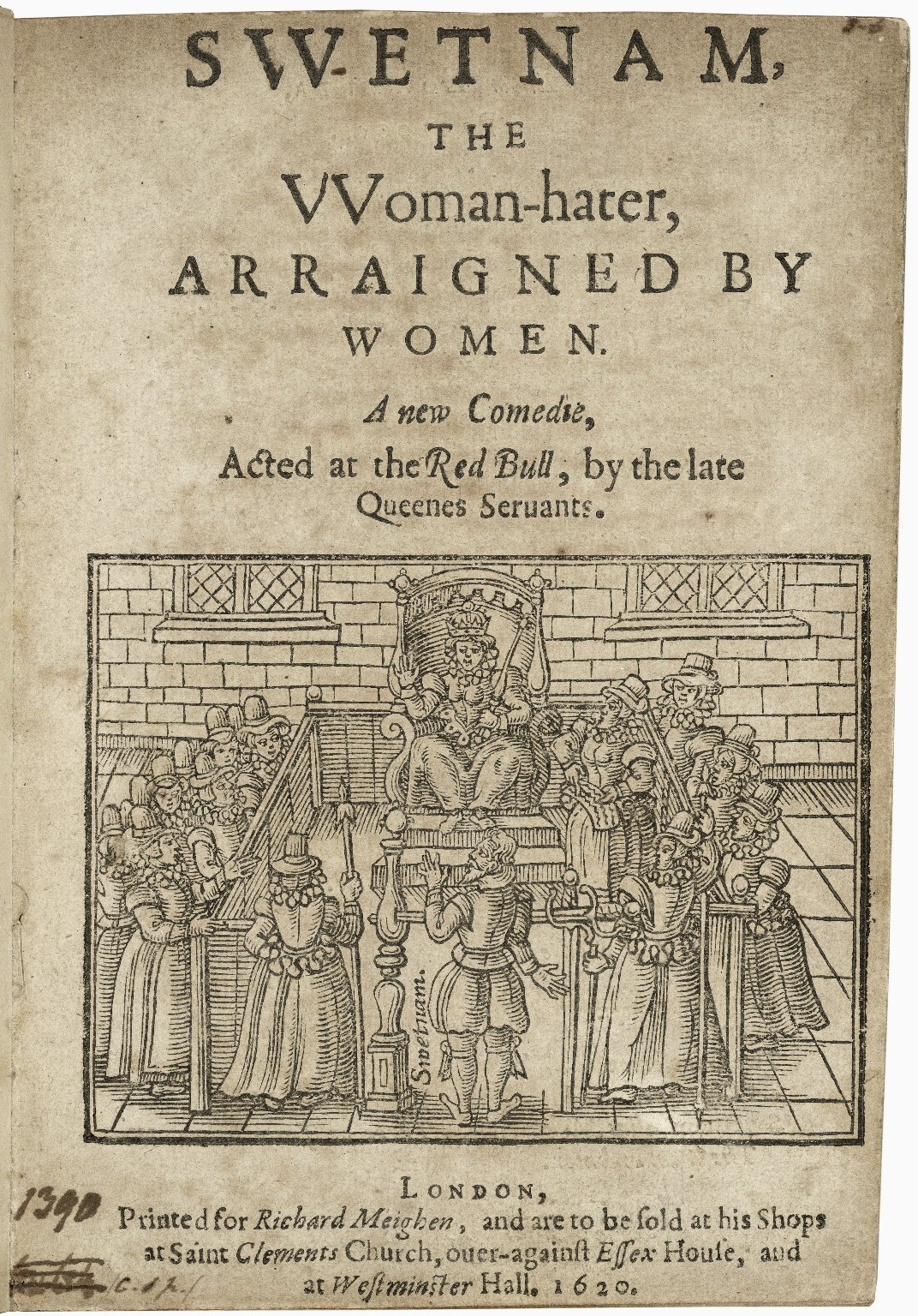
1620年に印刷された戯曲『Swetnam the Woman-Hater』。この作品は英語の「ミソジニスト（misogynist）」という用語の語源だと考えられている。

ミソジニー （英語: misogyny） とは、女性に対する憎悪や嫌悪である。女性嫌悪、女性蔑視と訳される。ミソジニーを持つ者はミソジニスト（英語: misogynist）という。

## 語
"misogyny（日本語音写形：［アメリカ英語］ミサジャニィ、［イギリス英語］ミソジニィ、慣習音写形 ミソジニー）" は、1650年代初出の英語である。直接には、新ラテン語 (New Latin) の "misogynia（日本語音写形：ミソギュニア）" に由来している。その語源にあたるのは、古代ギリシア語で「憎しみ」「嫌悪」を意味する "μῖσος（ラテン翻字：mîsos）" と、「女性」を意味する "γυνή（ラテン翻字：gunḗ）" の2語である。
対義語には、「女性や女らしさに対する愛好」を意味する「フィロジニー（英語: philogyny）」と、「男性や男らしさに対する嫌悪」を意味する「ミサンドリー（英語: misandry）」の2つがある。

## ミソジニーと大衆文化

### 音楽
しばしばヒップホップなどの分野が、激しいホモフォビアの傾向とともにミソジニーを強く帯び、攻撃的なスラングをもって女性を嘲罵することがある。例えば、アメリカのヒップホップMCであるエミネムは、2000年にリリースした楽曲「The Real Slim Shady」で、同性愛者の権利団体GLAADからの批判を受けた。

## 有名なミソジニスト
- ハインリヒ・クラーマー（1430年生、1505年没）

15世紀ドイツのドミニコ会士であり、宗教裁判官、事実上の異端審問官である。異常なまでの女性嫌悪者で、『魔女に与える鉄槌』の著者。男性に比べて女性がいかに悪魔と結び付きやすいかを執拗に説くこの書は、折からのグーテンベルクの活版印刷技術の登場によってヨーロッパ中に普及し、以後200年にわたって売れ続けた。山田五郎は「クラーマーが女性を敵視したのは、過去に起こした言い掛かり同然の訴えで敗訴したことに起因する私怨が影響している」と考えている。この書が広く普及した結果、中世には異端者を対象にして男女の性別でそれを区別しなかった魔女狩りの犠牲者が、目に見えて女性偏向に変化していった。
- ハンス・バルドゥング・グリーン（1484年/1485年生、1545年没）

ルネサンス期のドイツの画家で、木版画家。二つ名の "Grien/Grün（グリーン）" はドイツ語で「魔女」を意味する "grienhals" に由来するという説があり、その名のとおり、魔女を画題とした油彩画や木版画を数多く描いたことで知られる。中世から続く魔女狩りの標的が女性偏向に傾いていった15世紀において、画家が絵に籠めた説得力は火に油を注く役割を果たし、多くのミソジストを生み出した。

## 関連事件

### 海外
- 魔女狩り - 上述の通り、南ドイツ（英語版）から『魔女に与える鉄槌』が世に出た15世紀以降、ミソジニーにより多くの無辜の女性を死に到らせた[9]。
- モントリオール理工科大学虐殺事件 - 1989年にカナダで発生。
- ソウル江南トイレ殺人事件 - 2016年に韓国で発生。

### 日本
- 女子高生コンクリート詰め殺人事件 - 1988年から1989年にかけて発生。
- スーパーフリー事件 - 2001年と2003年に発生。
- バッキー事件 - 2004年に発生。
- 東京大学誕生日研究会レイプ事件 - 2016年に発生。
- 慶應義塾大学広告学研究会レイプ事件 - 2016年に発生。
- 小田急線刺傷事件 - 2021年に発生。